# SS John W. Brown
SS John W. Brown — американский транспорт типа «Либерти», один из двух судов этого типа, сохранившихся до настоящего времени. По состоянию на 2011 год — музейное судно в гавани Балтимора. Названо в честь американского профсоюзного лидера Джона Брауна (англ. John W. Brown).

## Служба

### Вторая мировая война
Во время Второй мировой войны совершило 13 рейсов в Персидский залив и Средиземное море, в том числе и поход к берегам Италии во время высадки в Анцио. В августе 1944 года обеспечивало высадку союзников в южной Франции.
После войны John W. Brown перевозил правительственные грузы в помощь разорённой войной Европе и участвовал в перевозке американских солдат из Европы на родину.

### Учебное судно
После 1946 года судно было арендовано Нью-Йорком и превращено в плавучее мореходное училище — единственное в США. С 1946 по 1982 год училище выпустило тысячи моряков, подготовленных для службы в торговом флоте, ВМС США и Береговой охране.